# Launaea
Launaea (lat. Reichardia), rod jednogodišnjeg i dvodišnjeg raslinja i trajnica iz porodice glavočika smješten u podtribus Hyoseridinae. Postoji pedesetak priznatih vrsta raširenih po Africi, suptropskoj i tropskoj Aziji i Zapadnoj Australiji.

## Vrste
1. Launaea acanthodes (Boiss.) Kuntze
2. Launaea acaulis (Roxb.) Babc. ex Kerr
3. Launaea almahrahensis N.Kilian
4. Launaea amal-aminiae N.Kilian
5. Launaea angolensis N.Kilian
6. Launaea angustifolia (Desf.) Kuntze
7. Launaea arborescens (Batt.) Murb.
8. Launaea aspleniifolia Hook.f.
9. Launaea benadirensis Chiov.
10. Launaea bornmuelleri (Hausskn. ex Bornm.) Bornm.
11. Launaea brunneri (Webb) Amin ex Boulos
12. Launaea cabrae (De Wild.) N.Kilian
13. Launaea capitata (Spreng.) Dandy
14. Launaea castanosperma F.G.Davies
15. Launaea cervicornis (Boiss.) Font Quer & Rothm.
16. Launaea cornuta (Hochst. ex Oliv. & Hiern) C.Jeffrey
17. Launaea crassifolia (Balf.f.) C.Jeffrey
18. Launaea crepoides Balf.f.
19. Launaea fragilis (Asso) Pau
20. Launaea gorgadensis (Bolle) N.Kilian
21. Launaea hafunensis Chiov.
22. Launaea intybacea (Jacq.) Beauverd
23. Launaea korovinii (Popov) Popov ex Pavlov
24. Launaea lackii N.Kilian
25. Launaea lanifera Pau
26. Launaea massauensis (Fresen.) Sch.Bip. ex Kuntze
27. Launaea microcephala Hook.f.
28. Launaea mucronata Muschl.
29. Launaea nana (Baker) Chiov.
30. Launaea nudicaulis (L.) Hook.f.
31. Launaea oligocephala Bornm.
32. Launaea omanensis N.Kilian
33. Launaea petitiana (A.Rich.) N.Kilian
34. Launaea picridioides B.L.Rob.
35. Launaea platyphylla Rech.f.
36. Launaea polydichotoma (Ostenf.) Amin ex N.Kilian
37. Launaea procumbens (Roxb.) Amin
38. Launaea pseudoabyssinica (Chiov.) N.Kilian
39. Launaea pumila (Cav.) Kuntze
40. Launaea quercifolia Pamp.
41. Launaea quettaensis N.Kilian
42. Launaea rarifolia (Oliv. & Hiern) Boulos
43. Launaea rhynchocarpa (Balf.f.) B.Mies
44. Launaea rogersii (Humbert) Humbert & Boulos
45. Launaea rueppellii (Sch.Bip.) Amin ex Boulos
46. Launaea sarmentosa (Willd.) Kuntze
47. Launaea secunda Hook.f.
48. Launaea socotrana N.Kilian
49. Launaea spinosa (Forsk.) Sch.Bip. ex Kuntze
50. Launaea stenocephala (Boiss.) Kuntze
51. Launaea stocksiana (Boiss.) Kuntze
52. Launaea taraxacifolia (Willd.) Amin ex C.Jeffrey
53. Launaea thalassica N.Kilian, Brochmann & Rustan
54. Launaea viminea (Batt.) Maire
55. Launaea violacea (O.Hoffm.) Boulos